# Magnetzünder (Waffe)
Magnetzünder von Landminen, Torpedos und Seeminen registrieren Veränderungen des Erdmagnetfeldes, wie sie durch die Stahlmasse von Fahrzeugen verursacht werden, und bringen damit die Sprengladung bei Annäherung an ein Fahrzeug zur Explosion (Annäherungszünder).

## Wirkung
Torpedos und Minen mit Aufschlagzündern reißen zwar Löcher in die Bordwand, durch die Wasser in das Ziel eindringen kann. Ein solcher Wassereinbruch kann aber oft durch Schließen der Schotten und Gegenfluten ausgeglichen werden. Außerdem entweicht dabei sofort ein Teil des Explosionsdrucks ins Innere des Schiffes, wodurch die Wirkung auf die Schiffshülle abgeschwächt wird. Durch eine Explosion mit Magnetzünder auf kurze Distanz zum Schiff wird der Druck über das praktisch nicht komprimierbare Wasser unvermindert auf eine größere Fläche ausgeübt und damit größerer Schaden verursacht.
Vor allem durch Torpedos, die so eingestellt sind, dass sie das Schiff in kurzem Abstand unterlaufen und der Magnetzünder den Torpedo unter dem Schiff zur Explosion bringt, wird diesem meistens der Kiel gebrochen, womit es praktisch unrettbar verloren ist. Oft zerbricht es sogar. Folglich gelten Torpedos mit Magnetzündern im Vergleich zu Torpedos mit Aufschlagzündern als wirkungsvoller.

## Entwicklung

Schematischer Aufbau eines Magnetometers

Magnetzünder wurden bereits im Ersten Weltkrieg entwickelt und gegen Ende des Krieges eingesetzt. Federführend auf deutscher Seite bei der Entwicklung eines funktionierenden Magnetzünders war der Physiker Adolf Bestelmeyer.
In Torpedos kamen sie erstmals während des Zweiten Weltkrieges zu größerer Verbreitung.
Für Torpedos war die Entwicklung von Magnetzündern mit technischen Mitteln der damaligen Zeit schwierig, da sich das Erdmagnetfeld schon mit den unterschiedlichen Breitengraden oder durch mineralhaltiges Gestein, wie in den norwegischen Fjorden, stark ändert, was zu Fehlzündungen oder Blindgängern führte. Sowohl Amerikaner als auch Deutsche hatten unter anderem durch Magnetzünder erhebliche Probleme mit einer Häufung von versagenden Torpedos (Torpedokrise, Torpedoskandal).
Die Umsetzung des Zündmechanismus in Seeminen war wesentlich einfacher, da es im stationären Einsatz kaum zu natürlichen Änderungen des Magnetfeldes der Umwelt kommt.
Ursprünglich registrierten Magnetzünder nur die Störung der natürlichen Ausrichtung des Erdmagnetfeldes durch eine große Stahlmasse mit heterogener Feldrichtung. Eine Gegenmaßnahme war die sogenannte Entmagnetisierung von Schiffen mithilfe von Elektrospulen, wobei die Feldrichtung homogenisiert und so dem natürlichen Feld angeglichen wurde. Noch während des Zweiten Weltkrieges wurde die Empfindlichkeit von Magnetzündern in Minen so verbessert, dass eine Angleichung nicht mehr ausreichte. Die Zünder reagierten auch auf minimale Verzerrungen des Magnetfeldes und auf die unterschiedliche Verteilung der Stahlmasse in einem Schiff, so dass die Minen etwa nicht unter dem Bug, sondern unter der massiven Stahlmasse der Maschinenräume explodierten.
Mit modernen magnetischen Eigenschutzanlagen kann die magnetische Signatur spezieller Schiffe, wie U-Booten und Minensuchbooten, in allen drei Dimensionen soweit reduziert werden, dass Magnetzünder nicht mehr ansprechen. Für die Mehrzahl der Schiffe wird dieser Aufwand allerdings nicht betrieben. Trotzdem haben Minen heute meist mehrere auslösende Parameter. Torpedos verwenden überwiegend keine Magnetzünder mehr, da die verbreitete Sonarortung zum Auffinden des Zieles auch eine exaktere Steuerung der Detonation in Bezug zum Ziel möglich macht.